# Häglingen
Häglingen är en sjö i Hedemora kommun och Säters kommun i Dalarna och ingår i Gavleåns huvudavrinningsområde. Sjön har en area på 1,76 kvadratkilometer och ligger 174,1 meter över havet. Sjön avvattnas av vattendraget Ängesån.

## Delavrinningsområde
Häglingen ingår i det delavrinningsområde (672121-151660) som SMHI kallar för Utloppet av Häglingen. Medelhöjden är 211 meter över havet och ytan är 16,9 kvadratkilometer. Räknas de 8 avrinningsområdena uppströms in blir den ackumulerade arean 42,53 kvadratkilometer. Ängesån som avvattnar avrinningsområdet har biflödesordning 3, vilket innebär att vattnet flödar genom totalt 3 vattendrag innan det når havet efter 92 kilometer. Avrinningsområdet består mestadels av skog (82 procent). Avrinningsområdet har 2,28 kvadratkilometer vattenytor vilket ger det en sjöprocent på 13,5 procent.